# IC 1636
IC 1636 је лентикуларна галаксија у сазвјежђу Рибе која се налази на листи објеката дубоког неба у Индекс каталогу.
Деклинација објекта је + 33° 21' 18" а ректасцензија 1h 11m 37,3s. Привидна величина (магнитуда) објекта IC 1636 износи 14,2 а фотографска магнитуда 15,2. IC 1636 је још познат и под ознакама CGCG 501-125, CGCG 502-1, NPM1G +33.0035, PGC 4280.